# FC Zenit-2 San Petersburgo
El FC Zenit-2 San Petersburgo (del ruso: ФК «Зенит-2» Санкт-Петербург) es un equipo de fútbol de Rusia que juega en la Segunda División de Rusia, la tercera categoría de fútbol en el país.

## Historia
Fue fundado en el año 1993 en la ciudad de San Petersburgo como el principal equipo filial del FC Zenit San Petersburgo, por lo que no puede jugar en la Liga Premier de Rusia.
El club ha estado con varios nombre en su historia, los cuales han sido:
- Zenit-2 (1993; 1998-2000)
- Zenit-d (1994-97)
- Lokomotiv Zenit-2 (2001-08)
- Zenit-2 (2008-)

Ha sido uno de varios equipos filiales que ha tenido el FC Zenit San Petersburgo, aunque todos ellos no pudieron cumplir con las exigencias del primer equipo. Fue hasta la temporada 2014/15 que consiguieron su primer logro importante, esto tras quedar en segundo lugar de su grupo en la Segunda División de Rusia y ascender por primera vez a la Primera División de Rusia luego de que el FC Torpedo Armavir rehusara ascender debido a problemas financieros.